# Paul Stroobant
Paul Stroobant, né à Ixelles (Bruxelles, Belgique) le 11 avril 1868 et mort dans la même commune le 15 juillet 1936, est un astronome belge, docteur en sciences physiques et mathématiques.

## Biographie
Paul Stroobant, né à Ixelles le 11 avril 1868, est le fils de l'artiste peintre François Stroobant et d'Adeline Genis. Il épouse le 14 septembre 1905 à Ixelles Marie Rosette Jacobsen, originaire d'allemagne.
Passionné très tôt par l'astronomie, il entre en 1885 comme volontaire à l'Observatoire royal de Belgique. Il est nommé astronome titulaire en 1902 et premier astronome en 1913. Il devient directeur-adjoint en 1918 et, en 1925, directeur de l'Observatoire royal de Belgique à la suite de Georges Lecointe.
En 1897, il est nommé professeur à l'Université libre de Bruxelles. Il s'intéresse particulièrement à l'étude des petites planètes. En 1908, il rejoint l'Académie royale des sciences. En 1930, il est membre correspondant de la Royal Astronomy Society de Londres et en 1932, correspondant de l'Institut de France.
L'étude de l'astronomie lui est redevable de recherches sur la vitesse du système solaire, les courants stellaires et la distribution des étoiles dans la voie lactée, la rotation de la galaxie etc. Il fait de remarquables travaux sur la constitution de l'anneau des petites planètes, des anneaux de Saturne et le satellite de la planète Vénus.
Il prend sa retraite en 1936 avant de décéder quelques mois plus tard.

## Récompenses
- 1896 et 1912 : Prix Mailly de l'Académie royale de Belgique ;
- 1921 : Prix décennal du Gouvernement pour les mathématiques appliquées ;
- 1921 : Prix Lalande de l'Académie des sciences de France.

## Hommages et distinctions[1]
L'avenue Paul Stroobant à Uccle et l'astéroïde (1124) Stroobantia ont été nommés en son honneur.
Les distinctions suivantes lui ont été décernées :
- Grand officier de l'ordre de la Couronne en 1935 (Belgique) ;
- Commandeur de l'ordre de Léopold (Belgique) ;
- Commandeur de la Légion d'honneur (France).

## Sélection de publications
- Les observations astronomiques et les astronomes, 1931.
- Précis d'Astronomie pratique, 1934.